# Danny Pudi
Daniel Mark "Danny" Pudi (10 de março de 1979) é um ator americano e comediante, mais conhecido por seu papel como Abed Nadir na série de comédia da NBC, Community, fez uma participação em Capitão América: Soldado Invernal como um membro muito importante da Shield, e também como Teddy na série de comédia da NBC, Powerless, ambientada no universo da DC Comics.

## Início de vida
Daniel Mark Pudi nasceu em Chicago em 10 de março de 1979, filho da programadora e analista Teresa (nascida Komendant) e Abraham L. Pudi (1955–2018). Seus pais imigraram para os EUA e tornaram-se cidadãos naturalizados: sua mãe veio da aldeia de Pokośno, na Polônia, e seu pai veio da aldeia de Poduru, na Índia, e era de uma família cristã telugu. Pudi cresceu falando polonês com a mãe e a avó.
Ele cresceu no lado sul de Chicago com o irmão Adam e a irmã Katherine, mas frequentou a Notre Dame College Prep em Niles, um subúrbio ao norte. Em 2013, ele fez o discurso de formatura na Notre Dame College Prep.
Pudi estudou dança em Chicago e frequentou a Universidade Marquette em Milwaukee, Wisconsin, graduando-se em comunicação e teatro em 2001. Na Marquette, ele foi o primeiro vencedor da Bolsa Chris Farley.  Além de pagar por um ano de escola, a bolsa o levou a se apresentar em um evento de comédia improvisada com Jim Breuer e Dave Chappelle, aumentando seu interesse em estudar improvisação. Depois da Marquette, ele se apresentou em um teatro de verão em Wisconsin, estudou no The Second City em Chicago, e se juntou ao Stir Friday Night!, um conjunto de esquetes de comédia de artistas asiático-americanos. Outros ex-alunos do SFN incluem Steven Yeun.

## Carreira
Pudi se tornou um recrutador para uma empresa de busca de executivos antes de se mudar para Los Angeles em 2005 para procurar papéis na televisão e no cinema. Seu trabalho, no qual ele era um trabalhador remoto, permitiu que ele participasse de audições, ajudando-o a evitar a "coisa de ator esforçado em termos de servir mesas, temporário e assim por diante". Ele atuou em vários pilotos de televisão antes de se juntar ao elenco de Community, no qual estrelou por seis temporadas de 2009 a 2015.
Ele apareceu em vários anúncios de televisão para produtos como Snickers, Verizon, McDonald's, T-Mobile e Far Cry 4. Em 2012, ele apareceu como um concorrente famoso na versão da GSN de The Pyramid com a colega de elenco de Community, Yvette Nicole Brown.
No cinema, ele interpretou Arash no filme de comédia Road Trip: Beer Pong, e estrelou o filme de terror e comédia Knights of Badassdom, que foi um dos destaques da Comic Con 2011, de acordo com HitFix.com. Ele estrelou o videoclipe da Jones Street Station para "The Understanding".  Ele fez aparições em muitos vídeos da internet, incluindo "A Monologue for Three" do BriTANicK. Pudi teve uma aparição especial em Captain America: The Winter Soldier, e no episódio ao vivo de Hot in Cleveland, bem como uma participação especial em Star Trek Beyond.
No outono de 2014, Pudi apareceu no musical off-Broadway FOUND. Ele desempenhou o papel principal em The Tiger Hunter, um filme independente dirigido por Lena Khan em 2016 e financiado por uma campanha no Kickstarter. Em 2017, Pudi começou a dublar Huey Duck no reboot de DuckTales. Ele também apareceu como Teddy na sitcom da NBC Powerless no mesmo ano.
Pudi interpreta Brad Bakshi na série de TV Mythic Quest, que estreou em fevereiro de 2020. Sua primeira peça, intitulada Running, foi criada para a série Uncommon Voices da En Garde Arts e tornada pública em agosto de 2020. A produção aborda sua tentativa de reconstruir seu relacionamento com seu pai, que afetou sua identidade pessoal, formação cultural e sua experiência com o racismo ao longo de sua vida pessoal e carreira. A peça foi transformada em um curta-metragem, dirigido por Arpita Mukherjee, e lançado em 2022.
Ele se reuniu com a co-estrela de Community, Alison Brie, no filme de 2022 Somebody I Used to Know, escrito por Brie.
Em 2024, Pudi começou seu papel de O Mecanista na adaptação live-action da Netflix de Avatar: The Last Airbender.

## Vida pessoal
Pudi é casado com Bridget Showalter. Eles se conheceram enquanto frequentavam a Marquette University em seu primeiro ano. Seus gêmeos, um filho e uma filha, nasceram em janeiro de 2012. Pudi também é corredor e completou várias maratonas. 
Pudi comprou uma casa em Pasadena, Califórnia, em 2014.

## Filmografia
| † | Denota obras que ainda não foram lançadas |

### Cinema
| Ano  | Título                                     | Papel              | Notas                                                 |
| ---- | ------------------------------------------ | ------------------ | ----------------------------------------------------- |
| 2007 | Cop Show                                   | Saffa              | Curta- metragem                                       |
| 2009 | Road Trip: Beer Pong                       | Arash              |                                                       |
| 2009 | Nilam Auntie: An International Treasure    | Melvin             | Curta-metragem                                        |
| 2010 | Blowout Sale                               | Glen               | Curta-metragem; também escritor                       |
| 2011 | Fully Loaded                               | Danny              |                                                       |
| 2011 | Hoodwinked Too! Hood vs. Evil              | Little Boy Blue    | Voz                                                   |
| 2011 | Where the Magic Happens                    | Papel desconhecido | Curta-metragem; também escritor                       |
| 2012 | Leader of the Pack                         | Doug               | Curta-metragem                                        |
| 2012 | The Guilt Trip                             | Sanjay             | Não creditado                                         |
| 2012 | Flatland 2: Sphereland                     | Puncto             | Voz                                                   |
| 2013 | The Pretty One                             | Dr. Rao            |                                                       |
| 2013 | Vijay and I                                | Rad                |                                                       |
| 2013 | The Knights of Badassdom                   | Lando              |                                                       |
| 2014 | Untucked                                   | —                  | Curta documental; também diretor, produtor e escritor |
| 2014 | Captain America: The Winter Soldier        | Com Tech #1        | Participação                                          |
| 2015 | Larry Gaye: Renegade Male Flight Attendant | Nathan Vignes      |                                                       |
| 2016 | The Tiger Hunter                           | Sami Malik         |                                                       |
| 2016 | Taken to the Cleaner                       | Billy              | Curta- metragem                                       |
| 2016 | Star Trek Beyond                           | Fi'Ja              | Participação                                          |
| 2016 | After the Sun Fell                         | Adam               |                                                       |
| 2017 | Smurfs: The Lost Village                   | Brainy Smurf       | Voz                                                   |
| 2018 | Lost Wallet                                | —                  | Curta- metragem; também diretor                       |
| 2018 | Good Girls Get High                        | Mr. D              |                                                       |
| 2019 | Babysplitters                              | Jeff Penaras       |                                                       |
| 2020 | The Argument                               | Brett              |                                                       |
| 2020 | Coffee Shop Names                          | Deepak             | Curta- metragem                                       |
| 2021 | Flora & Ulysses                            | Miller             |                                                       |
| 2022 | Corner Office                              | Rakesh             |                                                       |
| 2022 | American Dreamer                           | Craig              | [ 28 ]                                                |
| 2023 | Somebody I Used to Know                    | Benny              |                                                       |

### Televisão
| Ano           | Título                                 | Papel                                                                           | Notas |
| ------------- | -------------------------------------- | ------------------------------------------------------------------------------- | --- |
| 2006          | ER                                     | Mahir Kardatay                                                                  | Episódio: "Lost in America" |
| 2006          | Gilmore Girls                          | Raj                                                                             | 4 episódios |
| 2006          | The West Wing                          | Santos Aide                                                                     | Episódio: "Two Weeks Out" |
| 2007–08       | Greek                                  | Sanjay                                                                          | 4 episódios |
| 2008          | The Bill Engvall Show                  | Josh                                                                            | Episódio: "A Reptile Dysfunction" |
| 2009–15       | Community                              | Abed Nadir                                                                      | Papel principal: 110 episódios TV Guide Award para conjunto favorito (2012) Indicado–TCA Award for Individual Achievement in Comedy (2011) Indicado–Critics' Choice Television Award for Best Supporting Actor in a Comedy Series (2011–2013) |
| 2011          | Cougar Town                            | Abed Nadir                                                                      | Participação, não creditado Episódio:"Something Good Coming" |
| 2011          | Robot Chicken                          | Várias vozes                                                                    | Episódio: "The Core, the Thief, His Wife and Her Lover" |
| 2011          | Chuck                                  | Vali Chandrasekaren                                                             | Episódio: "Chuck Versus the Hack Off" |
| 2012          | The Book Club                          | Danny                                                                           | 6 episódios; também produtor |
| 2013          | Hot in Cleveland                       | Tommy                                                                           | Episódio: "It's Alive" |
| 2013          | Royal Pains                            | Garrett                                                                         | Episódio: "Pregnant Paws" |
| 2014          | Randy Cunningham: 9th Grade Ninja      | Levander Hart                                                                   | Voz, episódio: "Unstank My Hart" |
| 2014          | 30 for 30 Shorts                       | —                                                                               | Curta documental; também diretor, produtor e escritor |
| 2015          | Newsreaders                            | Ivan Folange                                                                    | Episódio: "How the Sausage Is Made; Lottery Winners Lose" |
| 2015          | TripTank                               | Luger, Matt, Jogador de Futebol #2, Navegador                                   | Voz, 4 episódios |
| 2016          | Dr. Ken                                | Topher                                                                          | Episódio: "Dave's Valentine" |
| 2016          | Pickle and Peanut                      | Bike Jumper                                                                     | Voz, episódio: "Bike Jumper" |
| 2016          | Great Minds with Dan Harmon            | Buda                                                                            | Episódio: "The Buddha" |
| 2016          | Angie Tribeca                          | Garth Tweedner                                                                  | Episódio: "You've Got Blackmail" |
| 2016          | Better Things                          | Danny                                                                           | Episódio: "Woman Is the Something of the Something" |
| 2017          | Powerless                              | Teddy                                                                           | 12 episódios |
| 2017          | The Guest Book                         | Tim                                                                             | 2 episódios |
| 2017          | Do You Want to See a Dead Body?        | Ele mesmo                                                                       | Episódio: "A Body and an Ex-Con" |
| 2017–21       | DuckTales                              | Huey Duck                                                                       | Voz, papel principal |
| 2018          | Impulse                                | Beanie                                                                          | Episódio: "They Know Not What They Do" |
| 2018–20       | Harvey Street Kids                     | Tiny, Super Todd, Vlad Villainski, Locutor de TV extravagante, Little Lad, Joel | Voz, 28 episódios |
| 2018          | Bobcat Goldthwait's Misfits & Monsters | Calvin Reichart                                                                 | Episódio: "A Better World" |
| 2018          | Alone Together                         | Chris                                                                           | Episódio: "Big Bear" |
| 2020–25       | Mythic Quest                           | Brad Bakshi                                                                     | 26 episódios; também diretor |
| 2020–22       | Mira, Royal Detective                  | Sanjeev Joshi                                                                   | Voz, papel recorrente |
| 2021          | Calls                                  | Dr. Burman                                                                      | Voz, episódio:"Leap Year Girl" |
| 2021          | Summer Camp Island                     | Cookiesmell                                                                     | Voz, episódio: "Shave a Little Off the Wheel" |
| 2022          | DreamWorks Dragons: Rescue Riders      | Numo                                                                            | Voz, episódio: "And You Are?" |
| 2022          | Home Economics                         | Brian                                                                           | Episódio: "Santa Suit Rental, $25 Per Day" |
| 2022–presente | Transformers: EarthSpark               | Bumblebee, voz dramática #2, treinador inteligente 5007, multidão               | Voz, papel principal |
| 2022          | Kiff                                   | Nick Namé                                                                       | Voz, episódio: "Nicknames" |
| 2023          | Clone High                             | Dr. Neelankavil                                                                 | Voz, papel recorrente |
| 2023          | Strange Planet                         | Vários personagens                                                              | 9 episódios |
| 2024          | Avatar: The Last Airbender             | The Mechanist                                                                   | Papel recorrente |

### Video games
| Ano  | Título      | Papel                             |
| ---- | ----------- | --------------------------------- |
| 2017 | Hearthstone | Professor George Herbert Doyle IV |